# Fußball-Weltmeisterschaft 2018/Gruppe D
| Pl. | Land        | Sp. | S | U | N | Tore    | Diff. | Punkte |
| --- | ----------- | --- | - | - | - | ------- | ----- | ------ |
| 1.  | Kroatien    | 3   | 3 | 0 | 0 | 007:100 | +6    | 09     |
| 2.  | Argentinien | 3   | 1 | 1 | 1 | 003:500 | −2    | 04     |
| 3.  | Nigeria     | 3   | 1 | 0 | 2 | 003:400 | −1    | 03     |
| 4.  | Island      | 3   | 0 | 1 | 2 | 002:500 | −3    | 01     |

Gruppe D der Fußball-Weltmeisterschaft 2018:

## Argentinien – Island 1:1 (1:1)
| Argentinien                                                             | Argentinien | Island | Island | Aufstellung                          |
| ----------------------------------------------------------------------- | --- | --- | ------ | ------------------------------------ |
| Argentinien                                                             | \| 1. Spieltag \| \| 16. Juni 2018 um 16:00 Uhr (15:00 Uhr MESZ) in Moskau (Spartak-Stadion) \| \| Zuschauer: 44.190 \| \| Schiedsrichter: Szymon Marciniak ( Polen) 1 \| \| Spielbericht \|                                                                                    | \| 1. Spieltag \| \| 16. Juni 2018 um 16:00 Uhr (15:00 Uhr MESZ) in Moskau (Spartak-Stadion) \| \| Zuschauer: 44.190 \| \| Schiedsrichter: Szymon Marciniak ( Polen) 1 \| \| Spielbericht \| | Island | Aufstellung Argentinien gegen Island |
| Argentinien                                                             | Willy Caballero – Eduardo Salvio, Nicolás Otamendi, Marcos Rojo, Nicolás Tagliafico – Maximiliano Meza (84. Gonzalo Higuaín), Javier Mascherano, Lucas Biglia (54. Éver Banega), Ángel Di María (75. Cristian Pavón) – Lionel Messi , Sergio Agüero Cheftrainer: Jorge Sampaoli | Hannes Þór Halldórsson – Birkir Már Sævarsson, Kári Árnason, Ragnar Sigurðsson, Hörður Björgvin Magnússon – Jóhann Berg Guðmundsson (63. Rúrik Gíslason), Aron Gunnarsson (76. Ari Freyr Skúlason), Gylfi Sigurðsson, Emil Hallfreðsson, Birkir Bjarnason – Alfreð Finnbogason (89. Björn Bergmann Sigurðarson) Cheftrainer: Heimir Hallgrímsson | Island | Aufstellung Argentinien gegen Island |
| Argentinien                                                             | 1:0 Agüero (19.) | 1:1 Alfreð Finnbogason (23.) | Island | Aufstellung Argentinien gegen Island |
| Argentinien                                                             | Hannes Halldórsson hält einen Foulelfmeter von Lionel Messi (64.). | | Island | Aufstellung Argentinien gegen Island |
| Argentinien                                                             | Spieler des Spiels: Hannes Þór Halldórsson (Island) | | Island | Aufstellung Argentinien gegen Island |
| 1. Spieltag                                                             | | |        |                                      |
| 16. Juni 2018 um 16:00 Uhr (15:00 Uhr MESZ) in Moskau (Spartak-Stadion) | | |        |                                      |
| Zuschauer: 44.190                                                       | | |        |                                      |
| Schiedsrichter: Szymon Marciniak ( Polen) 1                             | | |        |                                      |
| Spielbericht                                                            | | |        |                                      |

Birkir Bjarnason hatte für Island in der 9. Minute die erste große Chance des Spieles. Die Führung von Agüero wurde nur wenige Minuten später von Alfreð Finnbogason ausgeglichen, nachdem Caballero eine Hereingabe von Ragnar Sigurðsson nicht festhalten konnte. In der zweiten Halbzeit konzentrierte Island sich beinahe nur noch auf die Defensive, Argentinien kam trotz spielerischer Überlegenheit und über 70 % Ballbesitz nur zu wenigen Torchancen. Die größte Chance auf den Siegtreffer vergab Messi, als er mit einem Foulelfmeter an Hannes Halldórsson scheiterte.

## Kroatien – Nigeria 2:0 (1:0)
| Kroatien                                                        | Kroatien | Nigeria | Nigeria | Aufstellung                        |
| --------------------------------------------------------------- | --- | --- | ------- | ---------------------------------- |
| Kroatien                                                        | \| 1. Spieltag \| \| 16. Juni 2018 um 21:00 Uhr in Kaliningrad (Kaliningrad-Stadion) \| \| Zuschauer: 31.136 \| \| Schiedsrichter: Sandro Ricci ( Brasilien) 2 \| \| Spielbericht \|                                                                       | \| 1. Spieltag \| \| 16. Juni 2018 um 21:00 Uhr in Kaliningrad (Kaliningrad-Stadion) \| \| Zuschauer: 31.136 \| \| Schiedsrichter: Sandro Ricci ( Brasilien) 2 \| \| Spielbericht \|                                                                                    | Nigeria | Aufstellung Kroatien gegen Nigeria |
| Kroatien                                                        | Danijel Subašić – Šime Vrsaljko, Domagoj Vida, Dejan Lovren, Ivan Strinić – Ivan Rakitić, Luka Modrić – Ante Rebić (78. Mateo Kovačić), Ivan Perišić – Andrej Kramarić (60. Marcelo Brozović), Mario Mandžukić (86. Marko Pjaca) Cheftrainer: Zlatko Dalić | Francis Uzoho – Abdullahi Shehu, Leon Balogun, William Troost-Ekong, Brian Idowu – Victor Moses, Wilfred Ndidi, John Obi Mikel (88. Simy), Oghenekaro Etebo, Alex Iwobi (62. Ahmed Musa) – Odion Ighalo (73. Kelechi Iheanacho) Cheftrainer: Gernot Rohr ( Deutschland) | Nigeria | Aufstellung Kroatien gegen Nigeria |
| Kroatien                                                        | 1:0 Etebo (32., Eigentor) 2:0 Modrić (71., Foulelfmeter) | | Nigeria | Aufstellung Kroatien gegen Nigeria |
| Kroatien                                                        | Rakitić (30.), Brozović (89.) | Troost-Ekong (70.) | Nigeria | Aufstellung Kroatien gegen Nigeria |
| Kroatien                                                        | Das 2:0 war das 2.400. WM-Tor | | Nigeria | Aufstellung Kroatien gegen Nigeria |
| Kroatien                                                        | Spieler des Spiels: Luka Modrić (Kroatien) | | Nigeria | Aufstellung Kroatien gegen Nigeria |
| 1. Spieltag                                                     | | |         |                                    |
| 16. Juni 2018 um 21:00 Uhr in Kaliningrad (Kaliningrad-Stadion) | | |         |                                    |
| Zuschauer: 31.136                                               | | |         |                                    |
| Schiedsrichter: Sandro Ricci ( Brasilien) 2                     | | |         |                                    |
| Spielbericht                                                    | | |         |                                    |

Kroatien ging durch ein Eigentor von Etebo in Führung, der im Anschluss an eine Ecke für Kroatien einen Kopfball von Mandžukić entscheidend abfälschte. In der zweiten Halbzeit verschuldete Troost-Ekong einen Strafstoß, da er Mandžukić bei einer Ecke umklammert hatte. Modrić verwandelte diesen zum 2:0-Endstand. Nigeria konnte während der gesamten Partie kaum Torgefahr entwickeln.

## Argentinien – Kroatien 0:3 (0:0)
| Argentinien                                                                                | Argentinien | Kroatien | Kroatien | Aufstellung                            |
| ------------------------------------------------------------------------------------------ | --- | --- | -------- | -------------------------------------- |
| Argentinien                                                                                | \| 2. Spieltag \| \| 21. Juni 2018 um 21:00 Uhr (20:00 Uhr MESZ) in Nischni Nowgorod (Stadion Nischni Nowgorod) \| \| Zuschauer: 43.319 \| \| Schiedsrichter: Ravshan Ermatov ( Usbekistan) 3 \| \| Spielbericht \|                                                              | \| 2. Spieltag \| \| 21. Juni 2018 um 21:00 Uhr (20:00 Uhr MESZ) in Nischni Nowgorod (Stadion Nischni Nowgorod) \| \| Zuschauer: 43.319 \| \| Schiedsrichter: Ravshan Ermatov ( Usbekistan) 3 \| \| Spielbericht \|                                               | Kroatien | Aufstellung Argentinien gegen Kroatien |
| Argentinien                                                                                | Willy Caballero – Gabriel Mercado, Nicolás Otamendi, Nicolás Tagliafico – Eduardo Salvio (56. Cristian Pavón), Javier Mascherano, Enzo Pérez (68. Paulo Dybala), Marcos Acuña – Lionel Messi , Sergio Agüero (54. Gonzalo Higuaín), Maximiliano Meza Cheftrainer: Jorge Sampaoli | Danijel Subašić – Šime Vrsaljko, Dejan Lovren, Domagoj Vida, Ivan Strinić – Ivan Rakitić, Marcelo Brozović – Ante Rebić (57. Andrej Kramarić), Luka Modrić , Ivan Perišić (82. Mateo Kovačić) – Mario Mandžukić (90.+3′ Vedran Ćorluka) Cheftrainer: Zlatko Dalić | Kroatien | Aufstellung Argentinien gegen Kroatien |
| Argentinien                                                                                | 0:1 Rebić (53.) 0:2 Modrić (80.) 0:3 Rakitić (90.+1′) | | Kroatien | Aufstellung Argentinien gegen Kroatien |
| Argentinien                                                                                | Mercado (51.), Otamendi (85.), Acuña (87.) | Rebić (39.), Mandžukić (58.), Vrsaljko (67.), Brozović (90.+4′) | Kroatien | Aufstellung Argentinien gegen Kroatien |
| Argentinien                                                                                | Spieler des Spiels: Luka Modrić (Kroatien) | | Kroatien | Aufstellung Argentinien gegen Kroatien |
| 2. Spieltag                                                                                | | |          |                                        |
| 21. Juni 2018 um 21:00 Uhr (20:00 Uhr MESZ) in Nischni Nowgorod (Stadion Nischni Nowgorod) | | |          |                                        |
| Zuschauer: 43.319                                                                          | | |          |                                        |
| Schiedsrichter: Ravshan Ermatov ( Usbekistan) 3                                            | | |          |                                        |
| Spielbericht                                                                               | | |          |                                        |

Die erste Hälfte bot Chancen auf beiden Seiten, wovon der Lattentreffer von Acuña am dichtesten am ersten Tor war. Nach dem Seitenwechsel nutzten die Kroaten einen Fehler des gegnerischen Torhüters Caballero zum Führungstreffer. Doch obwohl Trainer Sampaoli zeitweise seine kompletten Offensivkräfte aufbot, konnten die Albiceleste in einem aggressiv geführten Spiel keinen Treffer landen. Nachdem die Europäer in der 53. Minute in Führung gegangen waren, erhöhten sie durch Modrić aus 22 Metern und später durch Ivan Rakitić auf 3:0 und konnten sich vorzeitig für die Finalrunde qualifizieren.

## Nigeria – Island 2:0 (0:0)
| Nigeria                                                                    | Nigeria | Island | Island | Aufstellung                      |
| -------------------------------------------------------------------------- | --- | --- | ------ | -------------------------------- |
| Nigeria                                                                    | \| 2. Spieltag \| \| 22. Juni 2018 um 18:00 Uhr (17:00 Uhr MESZ) in Wolgograd (Wolgograd-Arena) \| \| Zuschauer: 40.904 \| \| Schiedsrichter: Matthew Conger ( Neuseeland) 4 \| \| Spielbericht \|                                                                                | \| 2. Spieltag \| \| 22. Juni 2018 um 18:00 Uhr (17:00 Uhr MESZ) in Wolgograd (Wolgograd-Arena) \| \| Zuschauer: 40.904 \| \| Schiedsrichter: Matthew Conger ( Neuseeland) 4 \| \| Spielbericht \| | Island | Aufstellung Nigeria gegen Island |
| Nigeria                                                                    | Francis Uzoho – Kenneth Omeruo, William Troost-Ekong, Leon Balogun – Victor Moses, Oghenekaro Etebo (90. Alex Iwobi), John Obi Mikel , Wilfred Ndidi, Brian Idowu (46. Tyronne Ebuehi) – Ahmed Musa, Kelechi Iheanacho (85. Odion Ighalo) Cheftrainer: Gernot Rohr ( Deutschland) | Hannes Þór Halldórsson – Birkir Már Sævarsson, Kári Árnason, Ragnar Sigurðsson (65. Sverrir Ingi Ingason), Hörður Björgvin Magnússon – Rúrik Gíslason, Aron Gunnarsson (87. Ari Freyr Skúlason), Gylfi Sigurðsson, Birkir Bjarnason – Jón Daði Böðvarsson (71. Björn Bergmann Sigurðarson), Alfreð Finnbogason Cheftrainer: Heimir Hallgrímsson | Island | Aufstellung Nigeria gegen Island |
| Nigeria                                                                    | 1:0 Musa (49.) 2:0 Musa (75.) | | Island | Aufstellung Nigeria gegen Island |
| Nigeria                                                                    | Idowu (44.) | | Island | Aufstellung Nigeria gegen Island |
| Nigeria                                                                    | Gylfi Sigurðsson schießt einen Foulelfmeter über das Tor (83.). | | Island | Aufstellung Nigeria gegen Island |
| Nigeria                                                                    | Spieler des Spiels: Ahmed Musa (Nigeria) | | Island | Aufstellung Nigeria gegen Island |
| 2. Spieltag                                                                | | |        |                                  |
| 22. Juni 2018 um 18:00 Uhr (17:00 Uhr MESZ) in Wolgograd (Wolgograd-Arena) | | |        |                                  |
| Zuschauer: 40.904                                                          | | |        |                                  |
| Schiedsrichter: Matthew Conger ( Neuseeland) 4                             | | |        |                                  |
| Spielbericht                                                               | | |        |                                  |

## Nigeria – Argentinien 1:2 (0:1)
| Nigeria                                                                                    | Nigeria | Argentinien | Argentinien | Aufstellung                           |
| ------------------------------------------------------------------------------------------ | --- | --- | ----------- | ------------------------------------- |
| Nigeria                                                                                    | \| 3. Spieltag \| \| 26. Juni 2018 um 21:00 Uhr (20:00 Uhr MESZ) in Sankt Petersburg (Sankt-Petersburg-Stadion) \| \| Zuschauer: 64.468 \| \| Schiedsrichter: Cüneyt Çakır ( Türkei) 5 \| \| Spielbericht \|                                                               | \| 3. Spieltag \| \| 26. Juni 2018 um 21:00 Uhr (20:00 Uhr MESZ) in Sankt Petersburg (Sankt-Petersburg-Stadion) \| \| Zuschauer: 64.468 \| \| Schiedsrichter: Cüneyt Çakır ( Türkei) 5 \| \| Spielbericht \|                                                                 | Argentinien | Aufstellung Nigeria gegen Argentinien |
| Nigeria                                                                                    | Francis Uzoho – Leon Balogun, William Troost-Ekong, Kenneth Omeruo (90. Alex Iwobi) – Victor Moses, Oghenekaro Etebo, John Obi Mikel , Wilfred Ndidi, Brian Idowu – Ahmed Musa (90.+2′ Simy), Kelechi Iheanacho (46. Odion Ighalo) Cheftrainer: Gernot Rohr ( Deutschland) | Franco Armani – Gabriel Mercado, Nicolás Otamendi, Marcos Rojo, Nicolás Tagliafico (80. Sergio Agüero) – Enzo Pérez (61. Cristian Pavón), Javier Mascherano, Éver Banega, Ángel Di María (72. Maximiliano Meza) – Lionel Messi , Gonzalo Higuaín Cheftrainer: Jorge Sampaoli | Argentinien | Aufstellung Nigeria gegen Argentinien |
| Nigeria                                                                                    | 1:1 Moses (51., Foulelfmeter) | 0:1 Messi (14.) 1:2 Rojo (86.) | Argentinien | Aufstellung Nigeria gegen Argentinien |
| Nigeria                                                                                    | Balogun (32.), Mikel (90.+1′) | Mascherano (49.), Banega (64.), Messi (90.+4′) | Argentinien | Aufstellung Nigeria gegen Argentinien |
| Nigeria                                                                                    | Spieler des Spiels: Lionel Messi (Argentinien) | | Argentinien | Aufstellung Nigeria gegen Argentinien |
| 3. Spieltag                                                                                | | |             |                                       |
| 26. Juni 2018 um 21:00 Uhr (20:00 Uhr MESZ) in Sankt Petersburg (Sankt-Petersburg-Stadion) | | |             |                                       |
| Zuschauer: 64.468                                                                          | | |             |                                       |
| Schiedsrichter: Cüneyt Çakır ( Türkei) 5                                                   | | |             |                                       |
| Spielbericht                                                                               | | |             |                                       |

## Island – Kroatien 1:2 (0:0)
| Island                                                                      | Island | Kroatien | Kroatien | Aufstellung                       |
| --------------------------------------------------------------------------- | --- | --- | -------- | --------------------------------- |
| Island                                                                      | \| 3. Spieltag \| \| 26. Juni 2018 um 21:00 Uhr (20:00 Uhr MESZ) in Rostow am Don (Rostow-Arena) \| \| Zuschauer: 43.472 \| \| Schiedsrichter: Antonio Mateu Lahoz ( Spanien) 6 \| \| Spielbericht \| | \| 3. Spieltag \| \| 26. Juni 2018 um 21:00 Uhr (20:00 Uhr MESZ) in Rostow am Don (Rostow-Arena) \| \| Zuschauer: 43.472 \| \| Schiedsrichter: Antonio Mateu Lahoz ( Spanien) 6 \| \| Spielbericht \|                                                    | Kroatien | Aufstellung Island gegen Kroatien |
| Island                                                                      | Hannes Þór Halldórsson – Birkir Már Sævarsson, Sverrir Ingi Ingason, Ragnar Sigurðsson (70. Björn Bergmann Sigurðarson), Hörður Björgvin Magnússon – Aron Gunnarsson , Emil Hallfreðsson – Jóhann Berg Guðmundsson, Gylfi Sigurðsson, Birkir Bjarnason (90. Arnór Ingvi Traustason) – Alfreð Finnbogason (85. Albert Guðmundsson) Cheftrainer: Heimir Hallgrímsson | Lovre Kalinić – Tin Jedvaj, Vedran Ćorluka, Duje Ćaleta-Car, Josip Pivarić – Luka Modrić (65. Filip Bradarić), Milan Badelj – Marko Pjaca (70. Dejan Lovren), Mateo Kovačić (81. Ivan Rakitić), Ivan Perišić – Andrej Kramarić Cheftrainer: Zlatko Dalić | Kroatien | Aufstellung Island gegen Kroatien |
| Island                                                                      | 1:1 G. Sigurðsson (76., Handelfmeter) | 0:1 Badelj (53.) 1:2 Perišić (90.) | Kroatien | Aufstellung Island gegen Kroatien |
| Island                                                                      | Hallfreðsson (59.), Finnbogason (64.), Sævarsson (84.) | Pjaca (14.), Jedvaj (83.) | Kroatien | Aufstellung Island gegen Kroatien |
| Island                                                                      | Spieler des Spiels: Milan Badelj (Kroatien) | | Kroatien | Aufstellung Island gegen Kroatien |
| 3. Spieltag                                                                 | | |          |                                   |
| 26. Juni 2018 um 21:00 Uhr (20:00 Uhr MESZ) in Rostow am Don (Rostow-Arena) | | |          |                                   |
| Zuschauer: 43.472                                                           | | |          |                                   |
| Schiedsrichter: Antonio Mateu Lahoz ( Spanien) 6                            | | |          |                                   |
| Spielbericht                                                                | | |          |                                   |